# ألتون الجرد
ألتون الجرد قرية تتبع ناحية العنازة في منطقة بانياس التابعة لمحافظة طرطوس.